# Clasmatocolea puccioana
Clasmatocolea puccioana là một loài Rêu trong họ Geocalycaceae. Loài này được (De Not.) Grolle mô tả khoa học đầu tiên năm 1960.